# Port lotniczy Harstad/Narwik
Port lotniczy Harstad/Narwik (IATA: EVE, ICAO: ENEV) – port lotniczy położony w Evenes, w okręgu Nordland, w Norwegii. Obsługuje miasta Harstad i Narwik.

## Linie lotnicze i połączenia
| Linia lotnicza               | Kierunek                                        |
| ---------------------------- | ----------------------------------------------- |
| Brussels Airlines            | Sezonowe czartery: 1. Bruksela                  |
| DAT                          | 1. Ørland                                       |
| Discover Airlines            | Sezonowo: 1. Frankfurt                          |
| Edelweiss Air                | Sezonowo: 1. Zurych                             |
| Norwegian Air Shuttle        | 1. Oslo-Gardermoen Sezonowo: 1. Bergen          |
| Scandinavian Airlines System | 1. Oslo-Gardermoen Sezonowe czartery: 1. Chania |
| Widerøe                      | 1. Andenes 2. Bodø 3. Tromsø 4. Trondheim       |